# Liza Weil
Liza Weil, född 5 juni 1977 i New Jersey, är en amerikansk skådespelare. 
Hon har bland annat gjort rollen som Paris Geller i TV-serien Gilmore Girls.  Sedan 2006 är hon gift med skådespelaren Paul Adelstein.

## Filmografi i urval
- Law & Order: Special Victims Unit
- The Adventures of Pete & Pete
- Cityakuten
- 2000–2007 – Gilmore Girls (TV-serie)
- 2012 – Scandal (TV-serie)
- 2014–2019 – How to Get Away with Murder (TV-serie)